# Platysoma perroti
Platysoma perroti är en skalbaggsart som beskrevs av Thérond 1955. Platysoma perroti ingår i släktet Platysoma och familjen stumpbaggar. Inga underarter finns listade i Catalogue of Life.